# Eve Eriksson
Eve Louis Eriksson, född 1 oktober 1910 i Löderup, Kristianstads län, död 1992, var en svensk konstnär.
Eve Eriksson var son till Erik och Lovisa Svensson. Hon studerade konst i Lund 1929–1930 och i Köpenhamn 1933–1934 samt vid Henrik Blombergs målarskola i Stockholm 1934–1935 och ytterligare studier i Köpenhamn och Paris 1937. Han var medlem i konstnärsgruppen De unga från 1947. Separat ställde han ut på De ungas salong 1940 och medverkade i Stockholmssalongerna på Liljevalchs konsthall ett flertal gånger. Hans konst består av porträtt och landskapsmålningar från Skånes sydkust och Norrland. Eriksson är representerad vid Moderna museet, Malmö museum och Eskilstuna konstmuseum. En minnesutställning med hans konst presenterades 2010 på Kristianstads konsthall.